# Campione (laboratorio)

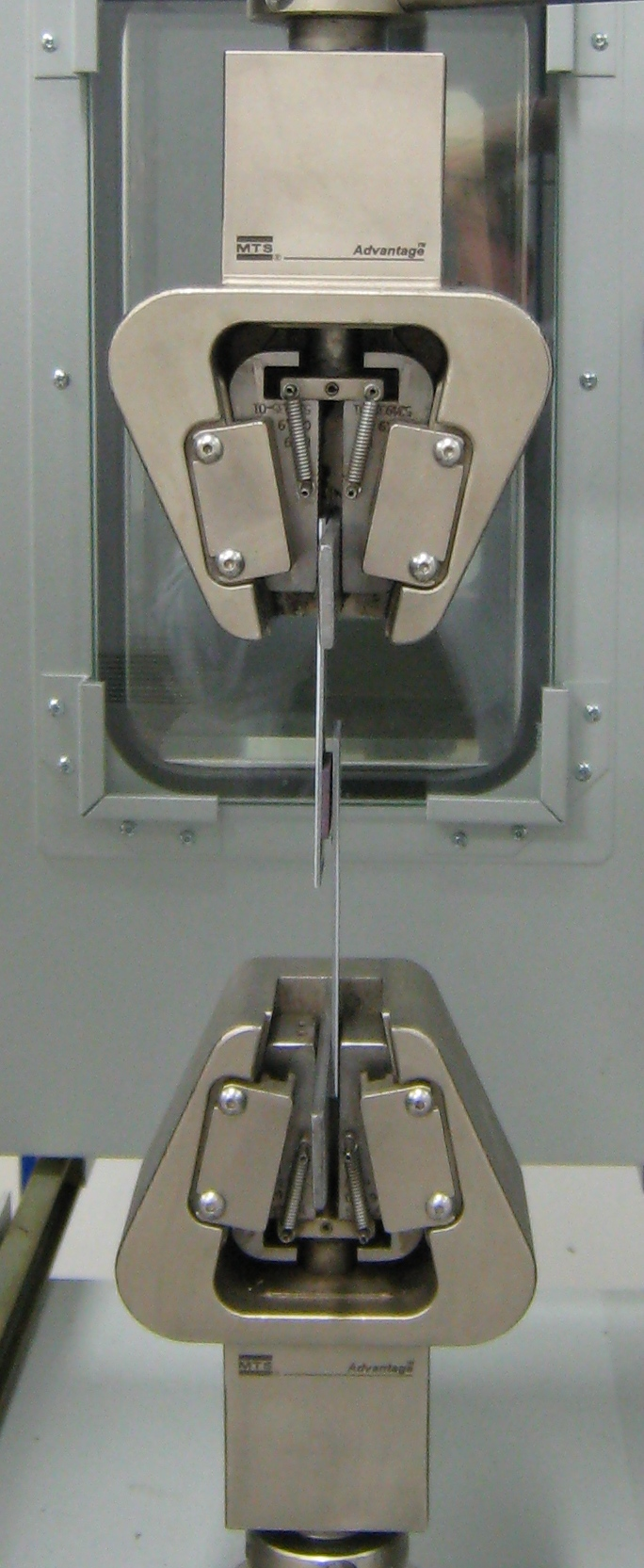
Prova meccanica effettuata su un campione rappresentativo di materiale.

Nelle misure di laboratorio, si definisce campione la quantità di sostanza o la parte di un materiale che dovrà essere sottoposta ad un esperimento. In alternativa, a volte si può usare il termine provino, la cui accezione però fa più propriamente riferimento a qualsiasi oggetto che è sottoposto a una "prova" sperimentale e non indica necessariamente una quantità o una parte, bensì una "riproduzione" il più possibile rappresentativa dell'oggetto da analizzare.
Il campione è un'applicazione a un sistema reale del concetto di campione statistico ovvero una piccola quantità studiata direttamente che deve essere rappresentativa, entro determinati limiti, di un'entità più vasta. È cioè una piccola quantità di materia proveniente da un "oggetto" (o più "oggetti") assai più grande ma del quale si immagina avere le stesse proprietà. È facilmente capibile che questa assunzione si basa su modelli matematici, dai quali si ricavano i piani di campionamento.
La medicina di laboratorio permette di diagnosticare un gran numero di malattie analizzando un campione prelevato dal paziente (una determinata quantità di sangue, urina, feci, eccetera). Un altro esempio è la determinazione della composizione di un suolo, per cui si prelevano campioni di materiale che vengono poi trasportati in laboratorio per essere analizzati. È fondamentale, in casi come i due sopraelencati, che per l'attendibilità dei risultati, i campioni siano il più possibile rappresentativi di tutto l'insieme che si va a studiare.
È anche possibile tuttavia che il campione costituisca oggetto di studio di per sé, come nel caso della produzione di componenti elettronici che vengono sottoposti singolarmente a test di affidabilità.